# Lac d'Ogliastro
Le lac d'Ogliastro est un lac artificiel situé dans les provinces d'Enna et de Catane en Sicile. Il est formé par une retenue sur la Gornalunga.

## Source de la traduction
- (en) Cet article est partiellement ou en totalité issu de l’article de Wikipédia en anglais intitulé « Lago di Ogliastro » (voir la liste des auteurs).